# Euxoa diaphora
Euxoa diaphora är en fjärilsart som beskrevs av Charles Boursin 1928. Euxoa diaphora ingår i släktet Euxoa och familjen nattflyn. Inga underarter finns listade i Catalogue of Life.